# 량피
량피(중국어 간체자: 凉皮, 정체자: 涼皮, 병음: liángpí, 직역: 찬 면)는 밀가루나 쌀가루로 만든 차가운 면으로 구성된 중국 요리이다. 시안시에서 유래한 특산 요리로 산시성 (섬서성)의 요리의 일부를 이루지만, 현재는 중국 전역으로 퍼졌다. 중국 북서부 지역에서는 종종 량피쯔 (凉皮子)라고 불린다. 량피는 차갑게 제공되지만, 여름을 포함한 모든 계절에 제공된다.

## 역사
진 시황제 통치 기간 동안, 각 마을과 현은 매년 조정에 공물을 바쳐야 했다. 산시성 (섬서성)의 연간 공물 품목은 쌀이었다. 이곳 사람들은 당시 가장 좋은 품질과 맛있는 자포니카쌀을 생산했다. 그러나 심한 가뭄으로 인해 농민들은 곡물을 황궁에 가져갈 수 없었다. 그래서 사람들은 도움과 조언을 구하기 위해 지역 유지에게 갔다. 깊은 숙고 끝에 그 유지는 작년에 남은 묵은 쌀을 사용하여 조정에 공물을 바치기로 결정했다. 그들은 묵은 쌀을 하룻밤 동안 불리고, 돌로 갈아 걸쭉한 반죽을 만든 다음, 침전시킨 후 쌀물을 걸러내어 찜통에 쪄냈다. 요리 후, 사람들은 식힌 쌀피를 맛보고 찬사를 아끼지 않았다. 식감은 부드럽고, 촉촉하며, 향기로웠다.
그 후, 사람들은 고추, 식초, 참깨, 소금, 간장 등을 포함한 양념을 차가운 면에 사용했는데, 이것이 예상치 않게 량피가 되었다. 나중에 사람들은 량피를 진 시황제에게 공물로 바쳤다. 한 입 맛본 진 시황제는 새콤달콤한 맛이 상쾌하고, 부드러우며, 매우 맛있다고 느껴, 산시 량피를 연간 황실 공물로 정하기로 했다. 그 이후로 량피는 성내에서 인기를 얻었고, 독특한 산시 간식이 되었다!

## 제조법
량피는 차가운 면을 의미한다. 동물성 제품이 들어있지 않다. 량피를 만드는 방법은 여러 가지가 있다:
먼저 밀가루나 쌀가루에 물과 약간의 소금을 넣어 부드러운 반죽을 만든다. 그런 다음 반죽을 그릇에 넣고 물을 넣어 반죽에서 전분이 물에 녹아 탁한 흰색이 될 때까지 반죽을 "헹군다". 이제 남은 반죽을 제거하고, 용해된 전분이 침전되도록 그릇을 시원한 곳에 하룻밤 동안 둔다.
다음 날, 그릇 바닥에는 전분 페이스트가 생기고 그 위에는 다소 맑은 액체가 있을 텐데, 이것은 버려야 한다. 액체를 제거한 후, 페이스트 소량을 납작한 접시나 쟁반에 붓고 얇게 고르게 펼칠 수 있다. 접시 전체를 끓는 물이 가득 담긴 큰 냄비에 넣어 몇 분 동안 찌고, 그 결과로 생긴 "팬케이크"는 국수와 비슷하게 길게 자른다.

## 종류

### 몐진 량피 (글루텐 량피)

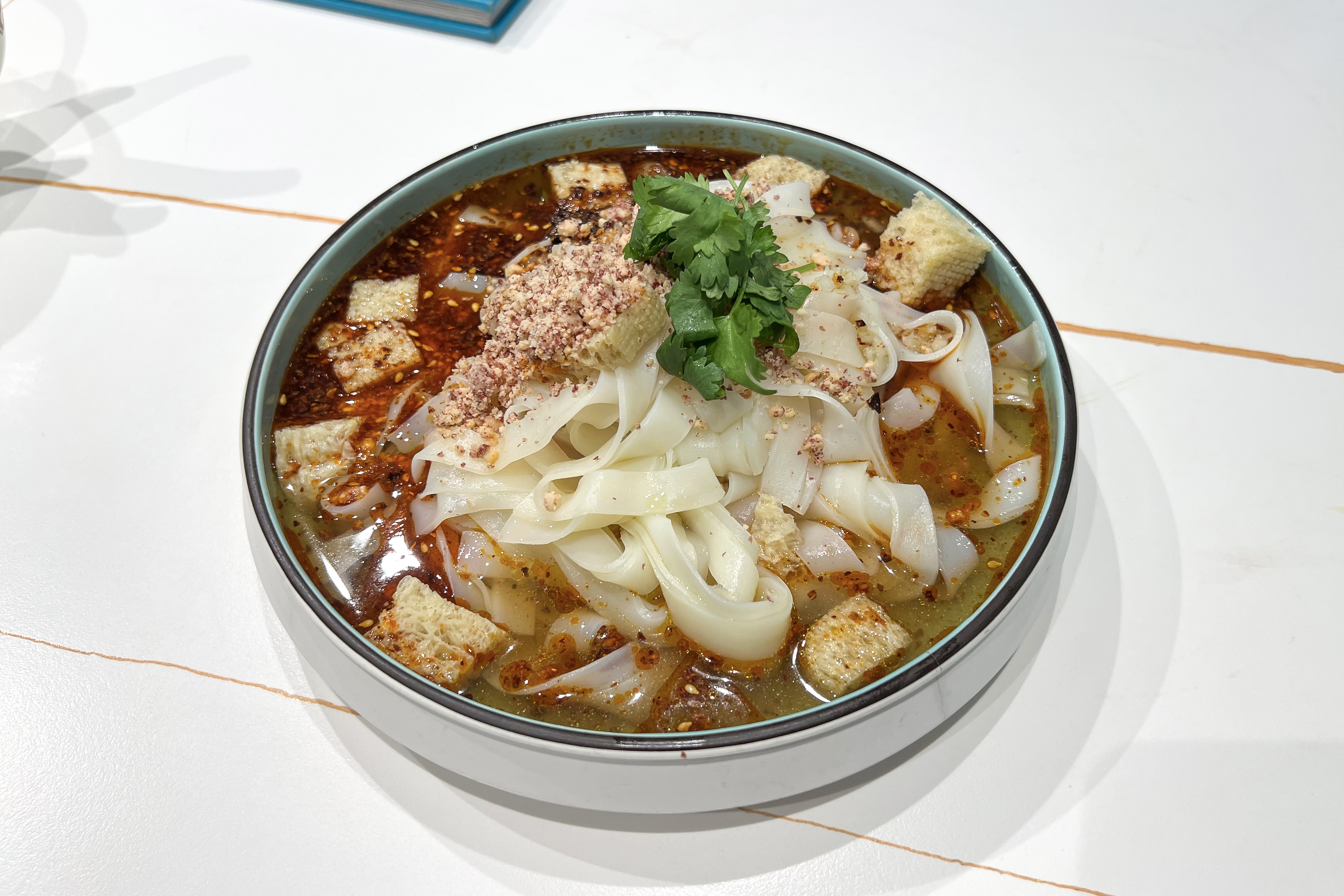
몐진 량피

몐진 량피(간체 한자: 面筋凉皮)는 관중 (지명) 지역에서 인기가 많으며, 글루텐을 주요 보조 재료로 사용한다. 혼합할 때 글루텐 덩어리와 제철 채소를 추가해야 한다; 조미료로는 식초, 간장, 마늘즙, MSG, 소금, 매운 기름, 참기름 등이 포함된다.

### 친전 량피 (친진 량피)
친전 량피는 친진에서 생산되기 때문에 친진 량피라고도 불린다. 양념이 적고, 고추기름(사천 후추와 회향 같은 팔각을 고춧가루에 넣어 정교하게 만들고, 우수한 기름에 반복적으로 끓여 고추 조각이 없는)에 중점을 둔다. 2007년 5월, 친전 량피의 제조 기술은 산시성 무형문화유산 목록의 첫 번째 배치에 포함되었다.

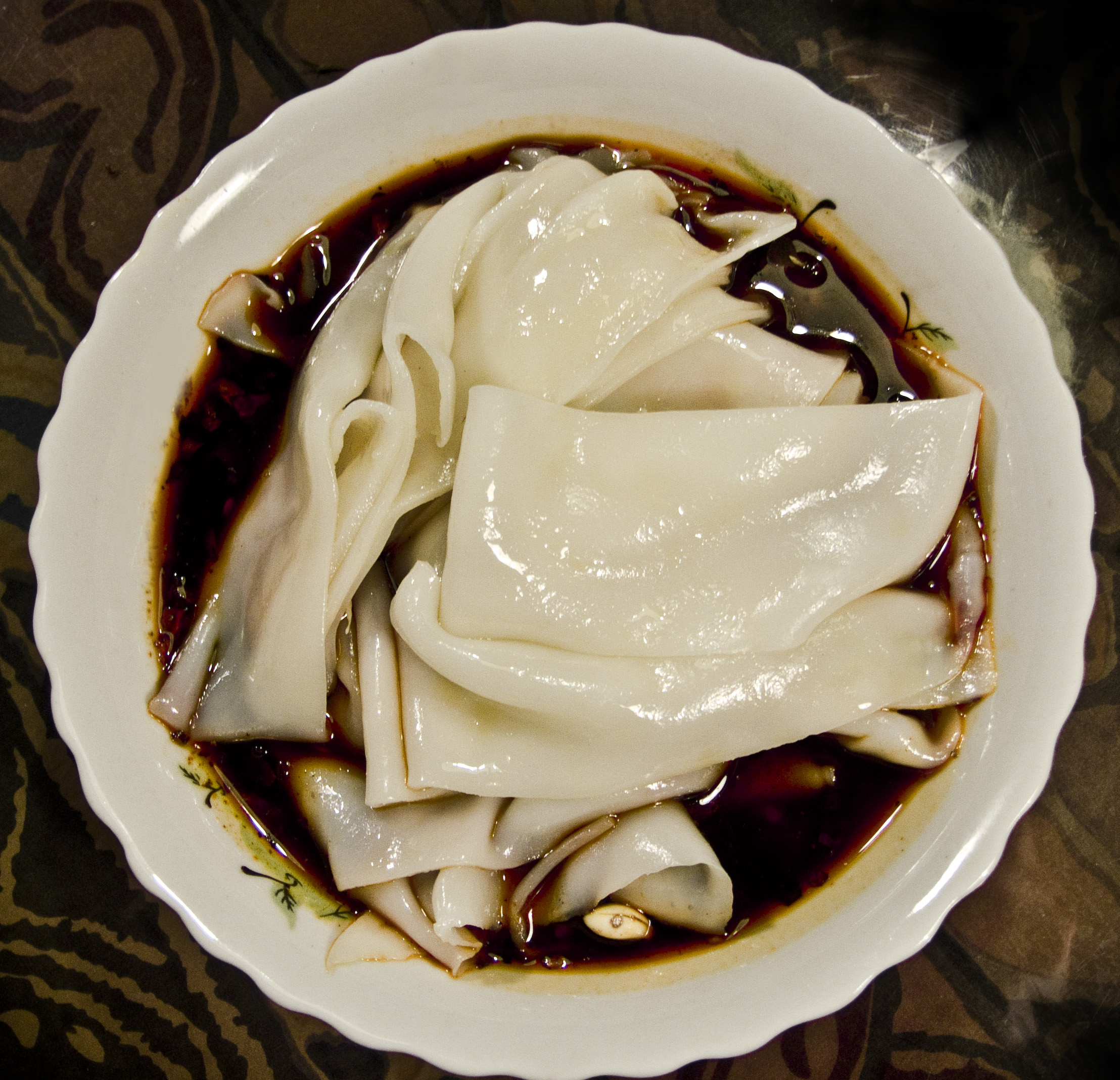
한중 몐피

### 한중 량피
한중 량피(중국어 간체자: 汉中凉皮, 정체자: 漢中涼皮, 병음: Hànzhōng liángpí) 또는 한중 미니(중국어 간체자: 汉中面皮, 정체자: 漢中面皮, 병음: Hànzhōng miànpí)는 산시성 남서부의 한중시의 이름을 따서 명명되었으며, 마늘과 매운 고추기름으로 찐 량피이다. 다른 지역과 달리 차갑게보다는 뜨겁게 제공되는 경우가 많다.

### 마장 량피

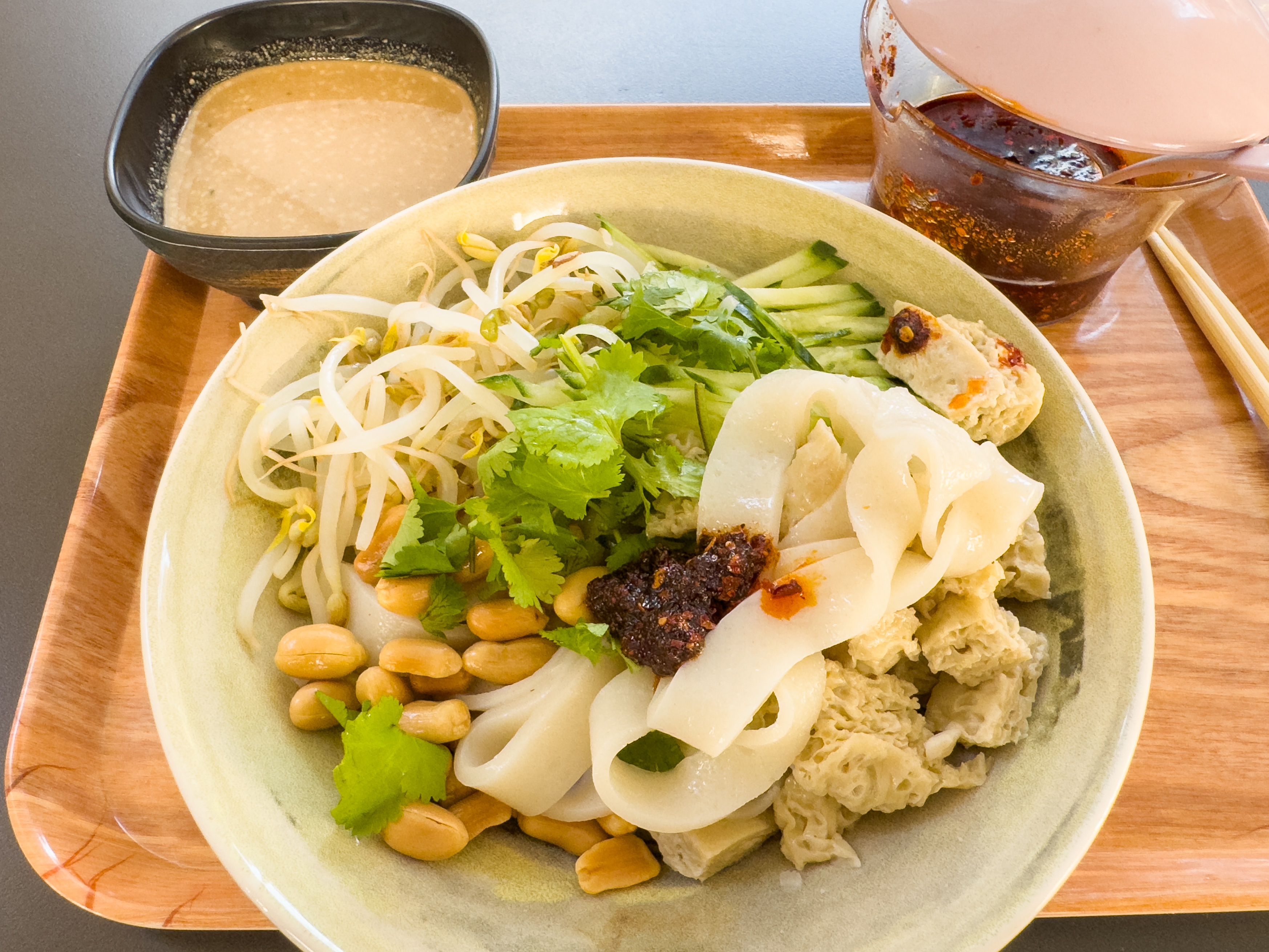
마장 량피. 참깨 소스가 그릇에 담겨 있다(왼쪽 위).

마장 량피(중국어 간체자: 麻酱凉皮, 정체자: 麻醬涼皮, 병음: Májiàng liángpí)는 채 썬 오이와 소금, 식초, 매운 고추기름, 그리고 특히 이 이름의 유래가 된 중국식 참깨 페이스트(중국어 간체자: 麻酱, 정체자: 麻醬, 병음: Májiàng)로 만든 소스로 장식한 량피이다.

### 치산, 산시 간 몐피

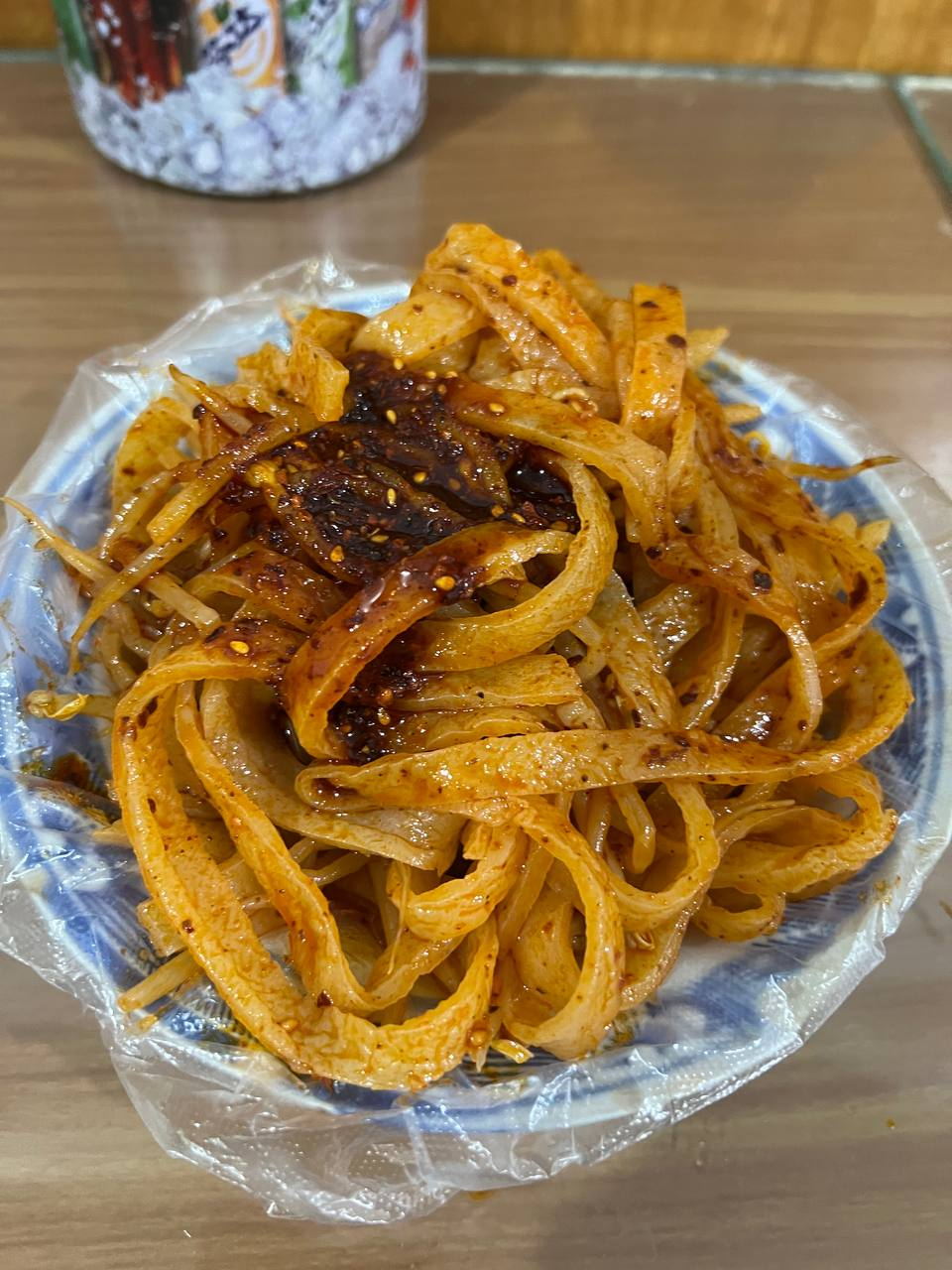
간 몐피

산시 간 몐피(陕西岐山擀面皮)는 다른 량피에 비해 약간 더 단단하고 색깔이 더 진한 또 다른 종류의 량피이다. 간 몐피를 만드는 과정은 상당히 힘들며, 찬물에 반죽을 몇 번 씻어 글루텐과 전분을 분리하는 여러 반복적인 과정을 포함한다. 씻은 후, 주로 글루텐이 반죽에 남아 있는데, 이것은 끓여서 고형화될 수 있다(몐진이라고 불림). 전분 물도 끓여서 걸쭉하게 만들고, 팬에 펼쳐 팬케이크처럼 더 익힌다.

## 같이 보기
- 량펀
- 중국의 국수
- 쌀국수